# Beatriz Santana
Beatriz Santana González-Dopeso (n. La Coruña, 18 de junio de 1965) es una actriz, directora y guionista española.
Es hija del tenista Manolo Santana y de la empresaria María Fernanda González-Dopeso López. Entre 1994 y 1995 estudió en la Escuela de Letras de Madrid, y al año siguiente se formó en la Escuela de Imagen y Sonido de su ciudad natal.

## Filmografía

### Como actriz

#### Cine
- Oficio de muchachos (1986), de Carlos Romero Marchent. Como Maite.
- Huidos (1993), de Sancho Gracia.
- La Lola se va a los puertos (1993), de Josefina Molina. Como Rocío.
- Cautivos de la sombra (1994), de Javier Elorrieta. Como Maika.
- Apatrullando la ciudad (1995), de Juan Lesta.
- La herida luminosa (1997), de José Luis Garci. Como Julia.
- Amaneció de golpe (1998), de Carlos Azpurua. Como Paloma.
- Inmaculada (1999), de José Luis Ducid.
- Secuestrados en Georgia (2003), de Gustavo Balza. Como Bea.

#### Televisión
- Segunda enseñanza (1986), de Pedro Masó.
- Gatos en el tejado (1988), de Alfonso Ungría.
- Pero... ¿esto qué es? (1989), de Hugo Stuven.
- Muerte a destiempo (1989), de Javier Maqua.
- Sara y Punto (1990)
- Para Elisa (1993), de José Antonio Arévalo y Pascual Cervera.
- Una gloria nacional (1993), de Jaime de Armiñán.
- ¡Ay, Señor, Señor! (1994), de Julio Sánchez Valdés.
- Vecinos (1994), de Juan Julio Baena.
- Hermanos de leche (1994), de Miguel Ángel Ibáñez.
- Compañeros (1998), de Manuel Ríos San Martín.
- Al salir de clase (1998-2000), de Pascal Jongen.
- Fuera de control (2006), de Pablo Barrera.

#### Teatro
- Métele caña
- Un espíritu burlón (1998)
- Todo en el jardín (2002)
- Por amor al arte (2003)
- Donde pongo la cabeza (2006)
- Misterioso asesinato en Manhattan (2007)
- El enfermo imaginario (2008)
- Tócala otra vez, Sam (2010)
- Si la cosa funciona (2015)[1][2]

### Como guionista

#### Cine
- ¿A ti como se che di Adeus? (1997) (cortometraje)
- Todo lo feliz que se puede ser (1998) (cortometraje)
- Antonio, Jorge y Luis (1998) (cortometraje)
- Antonio, Jorge y Luis se casan (2001) (cortometraje)
- Todavía (2003)
- Promedio Rojo (2004)
- Alguén externo (2006)

#### Televisión
- Al salir de clase (2000)
- Caso de corte (2001) (Telefilme)
- La luz apagada (2001) (Telefilme)
- Terra de Miranda (2002)
- Miña sogra e máis eu (2005)
- A vida por diante (2006)